# Halil Kaya
Halil Kaya (ur. w 1920) – turecki zapaśnik. Brązowy medalista olimpijski z Londynu.
Walczył w stylu klasycznym, w wadze piórkowej (do 57 kilogramów). Zawody w 1948 były jego jedynymi igrzyskami olimpijskimi, w których wystąpił. Zdobył również srebrny medal mistrzostw świata w 1950 roku.